# Mitja Zastrow
Mitja Zastrow, né le 7 mars 1977, est un nageur néerlandais. D'origine allemande, il est naturalisé néerlandais en 2003. Il participe alors aux Jeux olympiques d'été de 2004 sous les couleurs des Pays-Bas et remporte la médaille d'argent dans l'épreuve du relais 4 × 100 m nage libre. Il participe également aux Jeux olympiques d'été de 2008 mais il n'obtient pas de bons résultats.

## Palmarès

### Jeux olympiques
- Jeux olympiques de 2004 à Athènes,  Grèce
  -  Médaille d'argent